# Live from Le Cabaret
Live from Le Cabaret è il secondo album dal vivo del gruppo musicale statunitense Maroon 5, pubblicato l'8 luglio dalla Octone Records.

## Descrizione
Uscito esclusivamente per il download digitale su iTunes, il disco è  stato registrato a Le Cabaret a Montréal il 13 giugno 2007. Una versione DVD del concerto è stata inclusa nella ripubblicazione dell'album studio precedente, It Won't Be Soon Before Long.

## Tracce
1. If I Never See Your Face Again – 4:14
2. Makes Me Wonder – 4:36
3. Harder to Breathe – 2:54
4. The Sun – 8:21
5. Secret – 5:38
6. Shiver – 5:28
7. Won't Go Home Without You – 3:40
8. Sunday Morning – 5:47
9. Little of Your Time – 3:42
10. Sweetest Goodbye – 11:27
11. She Will Be Loved – 4:41
12. This Love – 5:09